# كول أوف ديوتي: ورلد أت وور - فاينال فرونتس
كول أوف ديوتي: ورلد أت وور - فاينال فرونتس (بالإنجليزية: Call of Duty: World at War – Final Fronts)‏ هي لعبة فيديو تم إنتاجها مع لعبة كول أوف ديوتي: ورلد أت وور إلا أن هذه اللعبة كانت خاصة بأجهزة بلاي ستيشن 2، تتضمن هذه اللعبة مهمات قتال للجيش الأمريكي والجيش البريطاني إبان الحرب العالمية الثانية في المحيط الهادئ ضد اليابان وفي أوروبا ضد ألمانيا النازية، تضمنت اللعبة 13 مهمة ولم يكن متاح فيها اللعب الجماعي، تم تطوير اللعبة بواسطة شركة ريبيلين ديفلوبمنتز وتم نشرها بواسطة شركة أكتيفجن، تم تقدير اللعبة أنها خاصة بالمراهقين من قبل مجلس تقدير البرمجيات الترفيهية.

## اللعب
اللعبة هي من منظور تصويب الشخص الواحد مثل بقية ألعاب كول أوف ديوتي وتتضمت حملات لعب فردية مع جنود مرافقين بجواره، ولم يكن متاح فيها اللعب الجماعي، أحداث اللعبة كانت تقع في الحرب العالمية الثانية وباستطاعة اللاعب حمل سلاحين بالإضافة إلى القنابل اليدوية، الجنود هم فريق من الأمريكيين والبريطانيين. باستطاعة اللاعب قتل الأعداء وفتح الأبواب. إلا أن اللعبة تم انتقادها من بعض النقاد بسبب أن الجنود المرافقين للاعب يدفعون اللاعب لمواجهة النيران وحده بينما هم لا يفعلون شئ.

## الحملات
اللعبة تتضمن 4 حملات: الحرب في المحيط الهادئ و حملة الشتاء و نصر في أوروبا و نصر في المحيط الهادئ. اللاعب يأخذ دور جندي من البحرية الأمريكية حملات المحيط الهادئ والحملة البريطانية الأمريكية في أوروبا وذلك بعد أن يتدرب على استخدام السلاح. في حملتي حرب في المحيط الهادئ و نصر في المحيط الهادئ يتم التحكم بشخصية الجندي جو ميلر بالإضافة إلى مرافقين له وهم الرقيب روبك و القبطان بولونسكي وهم نفس الشخصيات أيضاً في كول أوف ديوتي: ورلد أت وور وكول أوف ديوتي 3 ويقومون بمقاتلة أعدائهم اليابانيين في جوادالكانال وجزيرة بيتيو وسايبان وأوكيناوا وتبدأ تلك الحملة في سنة 1943. في حملتي غزو الشتاء و نصر في أوروبا تظهر شخصية الجندي لوكاس جيبسون من جيش جورج باتون يمكن التحكم فيها حيث يظهر في معركة باستونغ ضد هجوم الألمان، وكذلك يظهر الجندي توم شارب من الجيش البريطاني، بالإضافة إلى الرقيب أليكس مككال في الجيش الأمريكي، وفي تلك الحملة يظهر الجيشان الأمريكي والبريطاني يتوجهان نحو باستون في بلجيكا ويتمكنون من الانتصار هناك وثم يتجهون نحو نهر الراين لكي يعبروه ويتمكنوا من الدخول إلى ألمانيا وينجحون في ذلك في عملية فارسيتي كذلك يقوم الأمريكيين بعملية أخرى في براوناو آم إن في النمسا مكان مولد أدولف هتلر وذلك بهدف تعطيل صاروخ كان يود الألمان ضربه ضد الحلفاء من هناك.

## التطوير
هذه اللعبة لم يتم تطويرها من قبل تريارك. وتم تطويرها في شركة ريبيليون البريطانية وتم استخدام محرك أسورا ومحرك id Tech فيها، بعض الأصوات فيها تم نسخها من الإصدارات السابقة مثل صوت الجنود الألمان بالإضافة لصوت الرقيب روبك هو نفس صوت مايك ديكسون في لعبة كول أوف ديوتي 3 وقام كيفر سثرلاند بأداء صوته.

## وصلات خارجية
- الموقع الرسمي